# Кожухи
Кожухи (пол. Kożuchy, нім. Kosuchen, 1938-45: Kölmerfelde) — село в Польщі, у гміні Біла Піська Піського повіту Вармінсько-Мазурського воєводства.
Населення — 205 осіб (2011).

## Демографія
Демографічна структура станом на 31 березня 2011 року:
|          | Загалом | Допрацездатний вік | Працездатний вік | Постпрацездатний вік |
| -------- | ------- | ------------------ | ---------------- | -------------------- |
| Чоловіки | 102     | 21                 | 75               | 6                    |
| Жінки    | 103     | 21                 | 60               | 22                   |
| Разом    | 205     | 42                 | 135              | 28                   |